# Side 3
Albums de Ganafoul
Full Speed Ahead
(1978) T'as bien failli crever!
(1981)
Singles
1. Sometimes / Push and Pull
Sortie : 1979

Side 3 est le troisième album de studio du groupe de hard rock français, Ganafoul. Il est sorti en 1979 sur le label Crypto et a été produit par le groupe et Anton Matthews.

## Historique
Après le succès de l'album précédent, Full Speed Ahead, le groupe tourne intensément avec comme apothéose la première partie d'AC/DC le 27 août 1979 à Aix-les-Bains devant près de cinq mille personnes. Le groupe entre au studio du Château d'Hérouville pour enregistrer son troisième opus le 19 septembre 1979. L'enregistrement sera bouclé le 3 octobre et l'album sortira en décembre.
Un single de promotion avec les titres, Sometimes et Push and Pull sortira et le groupe repartira en tournée. Cet album n'aura pas le succès du précédent et sera le dernier album studio enregistré en trio et en anglais. Jean-Yves Astier quitta le groupe à la fin de l'année 1980 après avoir enregistré avec Jack Bon et Bernard Antoine six nouveaux titres pour le l'album suivant, T'as bien failli crever!.

## Liste des titres
Face 1
| No | Titre                | Auteur                     | Durée |
| -- | -------------------- | -------------------------- | ----- |
| 1. | Bad Street Boy       | Jack Bon, Jean-Yves Astier | 5:53  |
| 2. | Low Down Inside      | Bon                        | 4:11  |
| 3. | Don't Come In        | Bon                        | 4:17  |
| 4. | After All Those Days | Bon                        | 3:55  |

Face 2
| No | Titre              | Auteur               | Durée |
| -- | ------------------ | -------------------- | ----- |
| 5. | Sometimes          | Bon                  | 3:39  |
| 6. | Push and Pull      | Bon                  | 3:09  |
| 7. | Door 105           | Bon, Bernard Antoine | 3:41  |
| 8. | I've Got It bad    | Bon, Astier          | 3:43  |
| 9. | I Never Get Enough | Bon                  | 4:12  |

## Musiciens
- Jack Bon: chant, guitares
- Jean-Yves Astier: basse, chœurs
- Bernard Antoine: batterie, percussions, chœurs

avec
- Anton Matthews: piano sur Don't Come In, chœurs sur Push and Pull et Sometimes